# الصواعق الإلهية في الرد على الوهابية
الصواعق الإلهية في الرد على الوهابية  أو فصل الخطاب من كتاب الله وحديث الرسول وكلام العلماء في مذهب ابن عبد الوهاب هو الاسم الذي  طبعت به رسالة سليمان بن عبد الوهاب إلى حسن بن عيدان التي رد فيها على كثير من المسائل التي تصدى للدعوة إليها شقيقه محمد بن عبد الوهاب في دعوته الإصلاحية التي سماها أعداؤها بالدعوة الوهابية.

## الاسم
ذكر الكتاب وطبع باسماء عدة:
1. الصواعق الإلهية في الرد على الوهابية.
2. الصواعق الإلهية في مذهب الوهابية، ذكر بهذا الاسم في إيضاح المكنون (72/2) لإسماعيل باشا الباباني البغدادي، وذكره عمر رضا كحالة في معجم المؤلفين (269/4). وذكر له في إيضاح المكنون (190/2) كتاباً آخر باسم: فصل الخطاب في مذهب محمد بن عبد الوهاب. وذكره كحالة، أيضاً. والمعروف أن الاسمين لكتاب واحد.
3. فصل الخطاب في الرد على محمد بن عبد الوهاب.
4. فصل الخطاب من كتاب الله وحديث الرسول وكلام العلماء في مذهب ابن عبد الوهاب.
5. كما ذكر اسمه في بعض الفهارس هكذا: حجة فصل الخطاب من كتاب رب الأرباب وحديث رسول الملك الوهاب وكلام أولي الألباب في إبطال مذهب محمد بن عبد الوهاب.
6. وذكره الزركلي في الأعلام باسم: الرد على من كفر المسلمين بسبب النذر لغير الله.

## نسبة الكتاب
طبع هذا الكتاب منسوبًا إلى سليمان بن عبد الوهاب شقيق الداعية محمد بن عبد الوهاب الذي يُنسَب تأسيس الدعوة الوهابية،  لكن بعض الباحثين يرفضون نسبة هذا الكتاب كله أو بعضه لسليمان بن عبد الوهاب، حيث أوردوا عدة أدلة على نفي نسبة الكتاب إلى سليمان بن عبد الوهاب منها:
- أن لقب «الوهابية» اشتهر بعد موت محمد بن عبد الوهاب وأخيه سليمان بعشرين سنة.
- لو كان سليمان بن عبد الوهاب ممن رد على أخيه وناوأ دعوتع فإن اسمه سوف يتكرر في الردود، وسيأتي له ذكر أسوة بأسماء من ناوأها.
- أن مخالفة سليمان بن عبد الوهاب لأخيه كانت في بداية أمر دعوة الشيخ محمد ، ووقتها لم تتعد الردود الكلام الشفوي والمراسلات.
- أن كلمة «الوهابية» نسبة لوالدهما جميعًا ولا يمكن أن يكون لسليمان الابتداع في إطلاقها لأنه لم يردَّ على والده من جهة. وإن أطلقت تجاوزاً فهما يشتركان فيها، الراد والمردود عليها. «وهذه لا تنطلي على سليمان بن عبد الوهاب إذا كان هو صاحب الرد حقيقة».
- أن مادة الكتاب كلام بالنص منقول ممن ردوا على الشيخ محمد بن عبد الوهاب، كداود بن جرجيس والحداد وغيرهما.
- أن ردود محمد بن عبد الوهاب على المناوئين لدعوته لم يرد فيها اسم أخيه سليمان، مما يدل على أنه كان متوقفًا عن قبول الدعوة.
- أن أسلوب سليمان بن عبد الوهاب في الكتابة يميل إلى العامية كما في رسالته التي توضح رجوعه على مناوأة دعوة أخيه محمد بن عبد الوهاب، بينما هذا الكتاب يستعمل اللغة الفصيحة.
- عدم إشارة سليمان بن عبد الوهاب لها بعد رجوعه، وعدم إشارة المعاصرين له إلى هذه الرسالة.
- وجود نسخة أخرى من الكتاب بأسماء أخرى منسوبة لمؤلفين آخرين؛ قال عبد العزيز بن محمد آل عبد اللطيف: «ومما يجدر ذكره هاهنا أني لاحظت أن مخطوط "المشكاة المضيئة" في الرد على الوهابية المنسوب لابن السويدي إنما هو مجرد نسخة مكررة حرفيا من كتاب الشيخ ‌سليمان ‌بن ‌عبد ‌الوهاب..، اللهم إلا أن كتاب هذا السويدي يزيد عن كتاب الشيخ سليمان بوجود بعض السباب والألفاظ النابية»

## الطبعات
للكتاب عدة طبعات، منها:
- الطبعة الأولى: مطبعة نخبة الأخبار، الهند 1306 هـ.
- الطبعة الثانية: القاهرة - مصر.
- الطبعة الثالثة: مكتبة إيشق كتبوي، إسطنبول - تركيا 1399 هـ.
- الطبعة الرابعة: باسم: (فصل الخطاب من كتاب الله وحديث الرسول وكلام العلماء في مذهب ابن عبد الوهاب)، تحقيق لجنة من العلماء.
- الطبعة الخامسة: باسم: (الصواعق الإلهية في الرد على الوهابية)، طبعت بإذن شيخ الطريقة العزمية عز الدين ماضي أبو العزائم المحامي بالنقض، دار الكتاب الصوفي، 1992م.
- الطبعة السادسة: باسم: (الصواعق الإلهية في الرد على الوهابية)، طبعت بموجب قرار وزارة الإعلام السورية سنة 1998م، تحقيق وتعليق السراوي.
- الطبعة السابعة: ترجمة وتحقيق: صلاح محمد عويضة، الناشر: مكتبة القاهرة. تحتوي هذه الطبعة على رد سليمان بن عبد الوهاب على أخيه محمد بن عبد الوهاب، بالإضافة إلى ستة رسائل في مسائل الكتاب.[10]

## سبب التأليف
يبدو من مقدمة الكتاب أن سليمان كتبه بعنوان رسالة موجّهة إلى شخص يدعى باسم (حسن بن عيدان). وهو شخص غير معروف، والظاهر أنه من دعوة محمد بن عبد الوهاب، وأنه كان يستفز سليمان للرد عليه، حيث قال: «وأنت كتبت إليّ كثيراً - أكثر من مرة - تستدعي ما عندي، حيث نصحتك على لسان ابن أخيك.» فوجه إليه هذا الخطاب، وقد بدأه بقوله: «...أما بعد، من سليمان بن عبد الوهاب إلى حسن بن عيدان سلام على من اتبع الهدى...».

## محتويات الكتاب
- مقدمة المؤلف
- الفصل الأول: شهادة أن لا إله إلا الله وأن محمد رسول الله (صلى الله عليه وآله وسلم)
- النذر
- الذبح
- التبرك والتمسّح
- الفصل الثاني: الجاهل والمخطئ يعذر
- الفصل الثالث: قد يجتمع في المسلم الكفر والنفاق
- الفصل الرابع: خروج الخوارج
- الفصل الخامس: في قتال أهل الردة
- الفصل السادس: فرقة القدرية
- الفصل السابع: فرقة المعتزلة
- الفصل الثامن: فرقة المرجئة
- الفصل التاسع: فرقة الجهمية
- الفصل العاشر: عدم تكفير السلف للجهمية
- الفصل الحادي عشر: يمكن أن يجتمع في الشخص إيمان ونفاق
- الفصل الثاني عشر: حول المنافقين
- الفصل الثالث عشر: لا يجوز أن يُقلّد إلا من جمع شروط الاجتهاد
- الفصل الرابع عشر: الدعاء والنذر ليس بكفر
- الفصل الخامس عشر: أن لا تهلك الأمة الإسلامية بسنة عامة
- الفصل السادس عشر: بطلان مذهبهم في تكفير من كفروه
- الفصل السابع عشر: لا يجري الكفر على من ذبح للقبور جاهلاً
- الفصل الثامن عشر: قول النبي ﷺ: لا تزال طائفة من أمتي ظاهرين على الحق
- الفصل التاسع عشر: قول النبي ﷺ: رأس الكفر نحو المشرق
- الفصل العشرون: قول النبي ﷺ: لا أخشى عليكم أن تشركوا بعدي
- الفصل الحادي والعشرون: قول النبي ﷺ: إن الشيطان قد يأس أن يعبد في جزيرة العرب
- الفصل الثاني والعشرون: قول النبي ﷺ: إن الشيطان قد أيس أن يعبد في أرضكم
- الفصل الثالث والعشرون: قول النبي ﷺ: المدينة المنورة خير لهم لو كانوا يعلمون
- الفصل الرابع والعشرون: قول النبي ﷺ: لا يذهب الليل والنهار حتى تعبد اللات والعزّى
- الفصل الخامس والعشرون: صفة مذهب أهل الشرك
- الفصل السادس والعشرون: في الأحاديث التي تبين صفة المسلم

## نقد الكتاب
- قال عبد اللطيف بن عبد الرحمن بن حسن آل الشيخ عن المؤلف: «وقد رأيت له رسالة يعترض فيها على الشيخ وتأملتها فإذا هي رسالة جاهل بالعلم والصناعة، مزجى التحصيل والبضاعة، لا يدري ما طحاها؟ ولا يحسن الاستدلال بذلك على من فطرها وسواها».[12] ونقل عبارته محمد بشير السهسواني.[13]

## آثار الكتاب

### في حياة المؤلف
يعزو بعض الباحثين أن هذا الكتاب تسبب في نكوص أهل حريملاء عن مناصرة دعوة الشيخ محمد بن عبد الوهاب وتشكك بعض أهل العيينة فيها.

### بعد وفاته
حرص المناوئون لدعوة محمد بن عبد الوهاب على نشر الكتاب، بل وتوزيعه مجانا لأنه يتميز بأمور:
- أول كتاب ألف على المذهب الوهابي، في بداية ظهوره.
- إن المؤلف هو أخو مؤسس الوهابية فشهادته في حقه مقبولة، لأنه من أهله.
- إن الكتاب يحتوي على علم جم، وتحقيق عميق وحجة بالغة، لأنه من تأليف علامة كبير وفقيه في المذهب الحنبلي الذي تدعيه الوهابية.

## رجوع المؤلف عن مضمون الكتاب
نقل  عبد اللطيف بن عبد الرحمن بن حسن آل الشيخ نصًّا لرسالة من المؤلف سليمان بن عبد الوهاب إلى الأخوان أحمد بن محمد التويجري وأحمد ومحمد ابني عثمان بن شبانة تنص صريحًا على رجوعه عما سطره في كتابه هذا ووصفه لحالة الأولى بمخالفة الحق، وقال في ضمنها: «يا إخواني معلومكم ما جرى منا من مخالفة الحق واتباعنا سبل الشيطان ومجاهدتنا في الصد عن اتباع سبل الهدى، والآن معلومكم لم يبق من أعمارنا إلا اليسير، والأيام معدودة، والأنفاس محسوبة، والمأمول منا أن نقوم لله، ونفعل مع الهدى أكثر مما فعلنا مع الضلال». ونقل ذلك عن عبد اللطيف آل الشيخ محمد بشير السهسواني